# 卡爾 (黑森-萬弗里德)
卡爾（德語：Karl von Hessen-Wanfried，1649年7月19日—1711年3月3日），黑森-萬弗里德伯爵，黑森-萊因費爾斯的恩斯特一世之子。

## 家庭
卡爾的第一任妻子是索菲·瑪格達琳（Sophie Magdalene），兩人共有兩個兒子：
1. 威廉（1671年—1731年）
2. 腓特烈（1673年—1692年），早逝

卡爾的第二任妻子是朱麗安妮·亞歷山德琳，兩人共有1子2女：
1. 夏洛特·阿瑪莉埃（德语：Charlotte Amalie von Hessen-Wanfried）（1679年—1722年）
2. 克莉絲汀（葡萄牙語：Cristina de Hesse-Rheinfels）（1688年—1728年）
3. 克里斯蒂安（1689年—1755年）